# Faking It (Channel 4)
Faking It (Tudo É Possível, no Brasil) é um programa de televisão britânico produzido pelo Channel 4. No Brasil foi exibido pelo canal GNT.

## Formato
Diferente dos "reality shows" tradicionais, em que anônimos têm suas vidas acompanhadas pelo público por meses e disputam prêmio em dinheiro, Faking It é exibido em forma de documentário, em um episódio de uma hora.